# Middle Island (Warrnambool)
Middle Island è un'isola rocciosa situata vicino alla città di Warrnambool, nello stato di Victoria, in Australia.

## Fauna
L'isola ospita una colonia di pinguini minori blu (Eudyptula minor) e di berte codacorta (Ardenna tenuirostris)

## Maremma project

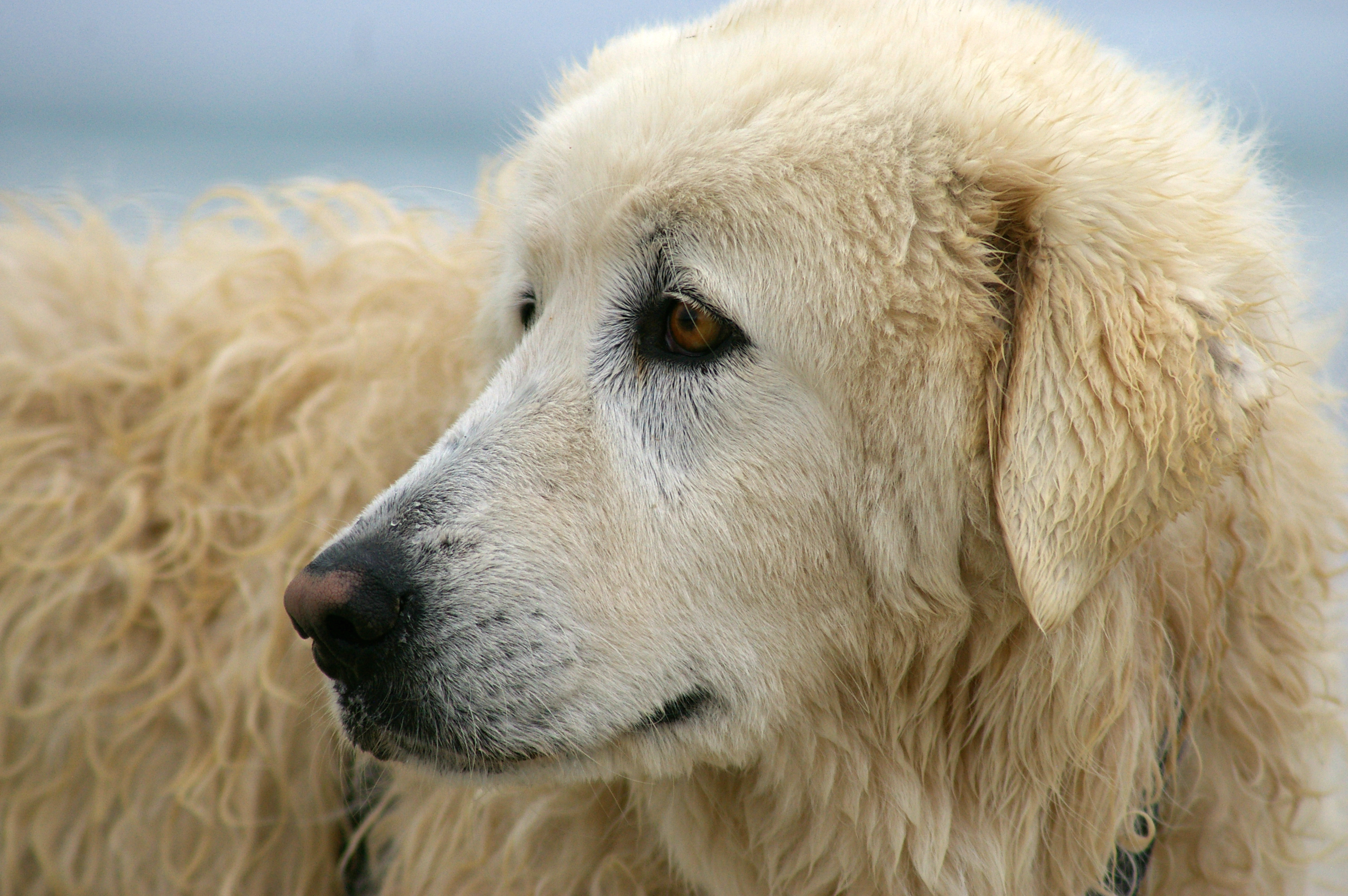
Tula, uno dei cani che proteggono i pinguini

A causa della vicinanza dell'isola alla costa, durante la bassa marea è accessibile a predatori come volpi (Vulpes vulpes) e cani (Canis lupus familiaris). Di conseguenza, nel 2005 la colonia di pinguini si è ridotta a un minimo di dieci coppie riproduttive. Nel 2006 è iniziato il Maremma Project con l'intento di proteggere i pinguini dai predatori con l'impiego di cani da pastore maremmani addestrati a proteggere i pinguini contro le volpi. I cani, che lavorano in coppia, trascorrono cinque o sei giorni alla settimana sull'isola durante la stagione riproduttiva, da ottobre a marzo. Da allora la popolazione dei pinguini è aumentata e nel 2016 aveva raggiunto quasi duecento esemplari.
Nel 2015 è uscito il film Giotto, l'amico dei pinguini (Oddball in inglese) che parla del Maremma Project.